# Хушхол
Хушхол (тадж. Хушҳол) — село в сельском джамоате Сурхоб Лахшского района. Расстояние от села до центра района (пгт Вахдат) — 13 км, до центра джамоата (село Дуагба) — 2 км. Население — 50 человек (2017 г.), таджики. Население в основном занято сельским хозяйством.

## Этимология
Нынешнее название хушҳол с таджикского означает радостный.